# 泡腾片

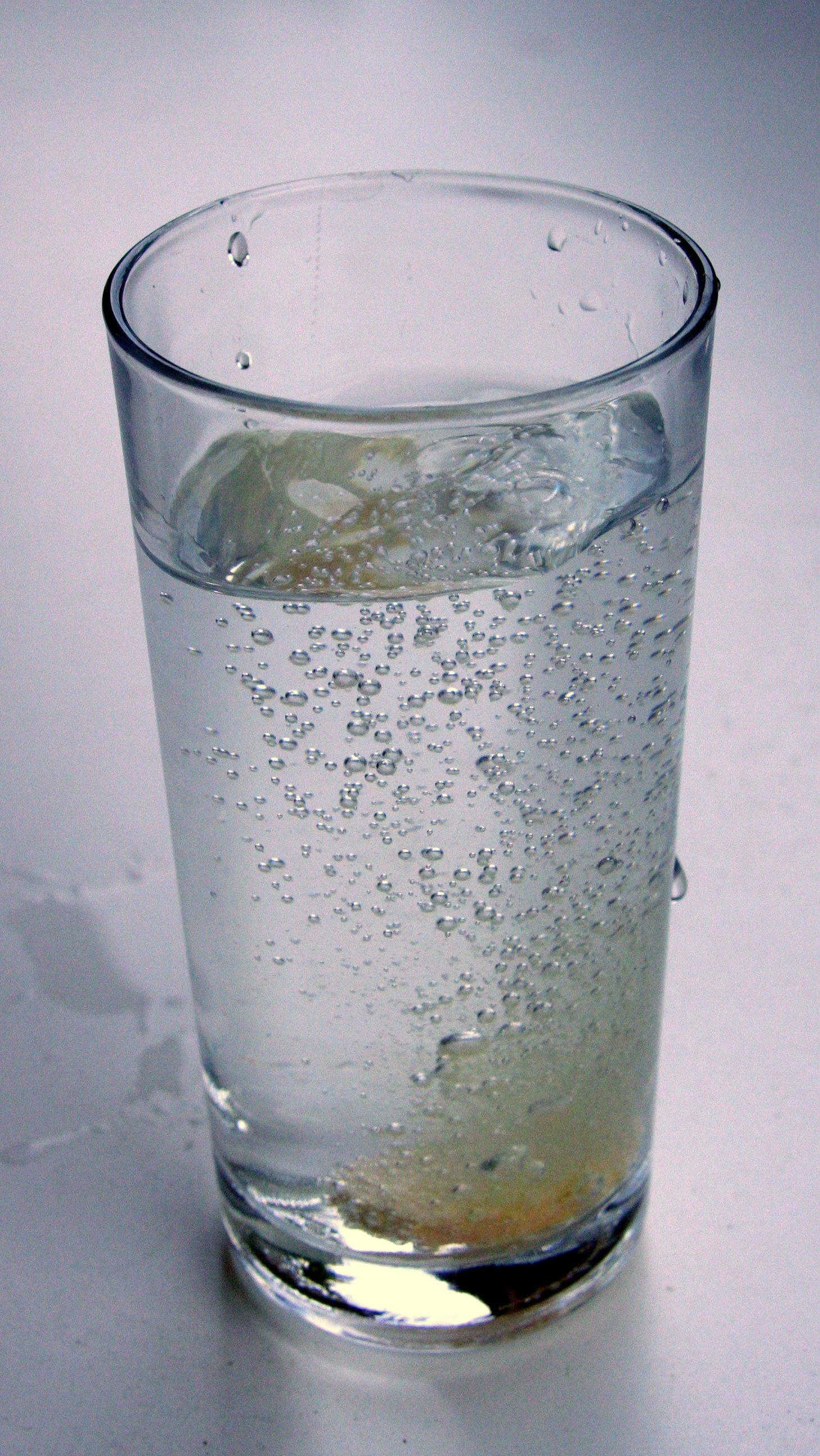
在一杯水中的一片發泡錠

，也称水溶片，是一种药片类型，当它接触水或其他液体的时候就会分散溶解成为溶液，并在此过程中释放二氧化碳。快速的分散往往导致药片溶于液体成为溶液，并产生泡沫。这种药片一般用于承载药物，或生物酶洗剂等清洁用品。

## 原理
發泡錠的原理是利用可溶性有機酸和鹼性的金屬碳酸鹽類組成，如果這種混合物接觸到水，就會產生二氧化碳。常使用的酸有檸檬酸、酒石酸等，鹼類則以碳酸鹽類和碳酸氫鹽類為主，例如碳酸鈉、碳酸氫鈉（小蘇打）等。以檸檬酸和碳酸氫鈉的反應為例，反應式為：
C6H8O7+3NaHCO3=3H2O+3CO2↑+Na3C6H5O7

## 与其他药剂类型对比
相較於一般膠囊錠劑，發泡錠的劑型，可藉由將藥物改變成液體形式來提高吸收效率及生物利用度（英語：bioavailability (BA)）。在1992年發表的一篇研究報告中指出，在一項針對六位自願者的試驗中，一般錠劑的生物利用度只能達到發泡錠的27%。換言之，同樣有效成分製作成發泡錠，沖泡成為液體形式後吸收，可以達到傳統錠劑將近4倍的生物利用度。
典型的例子，如碳酸鈣是一種最為廣泛使用作為補充鈣質的化合物，一般作成膠囊錠狀型態。食用碳酸鈣錠劑必須先溶解於胃酸中，再帶入到腸道吸收。但是，對於老人和小孩，胃酸的分泌量較少，食用碳酸鈣錠劑時沒有充分的胃液混合，可能在沒有充分溶解下就通過胃部，進入腸道，在無法消化的情況下又經過排泄的方式排出體外。但是碳酸鈣做成發泡錠的形式，因為事先已經在液體中溶解，就不會有這樣的問題，減少在胃部崩解的過程，可以快速進入到腸道吸收。其次，許多研究指出,發泡錠會增強吸收有效成分。這是因為氣泡產生的二氧化碳反應可誘發細胞旁徑通路(paracellular pathway)，擴大細胞與細胞間的空間,可增強有效成分的滲透率與吸收率。

## 成分
适用于泡腾片的活性成分可分为以下几类：
1. 难以消化或对胃有损害的成分；
2. 对pH值变化敏感的成分，如氨基酸和抗生素；
3. 需要大剂量服用的成分；
4. 对光照，氧气或湿度敏感的成分；
5. 其他。